# Esbá
Na Wicca, de um modo geral, qualquer ritual mantido em qualquer outra altura que não num Sabá é um Esbá (Esbat ou Esbbat). Nesse contexto, os rituais de lua cheia são esbás, enquanto aqueles relativos ao percurso do sol são chamados sabás.  Segundo Raymond Buckland, há treze esbás e oito sabás. Algumas Tradições também mantêm círculos nas luas novas, sendo também Esbat's.[carece de fontes?]